# Балтазар Богишич
Валтазар Богишич е изявен сръбски учен-юрист.
Доктор по право на Виенския университет, доктор хонорис кауза на Новорусийския университет в Одеса, правен съветник на Временното руско управление след Руско-турската освободителна война в България, министър на правосъдието на Черна гора, академик на САНУ и почетен член на Българското книжовно дружество.

## Биография
Валтазар Богишич учи право във Виена от 1856 година, но проявява интерес и към изучаването на философия, филология и история. След защитен докторат по философия през 1862, постъпва през следващата 1863 на работа като чиновник в Дворцовата библиотека във Виена. По време на службата си защитава и докторат по право, а от 1868 година е училищен инспектор на Банатско-сремската военна граница със седалище в Тимишоара, а после Петроварадин.
През 1869 година получава и приема предложението на университетите в Киев и Одеса да заеме професорската катедра по славянско право. Богишич получава званието доктор хонорис кауза по публично право на университета в Одеса през 1870 година. През този период от живота си Богишич предприема авантюристично пътуване до Кавказ с цел опознаване живота, нравите и обичаите на кавказките народи, тъй като изпитва естествено увлечение към етнографията.
През 1872 година по съвет на Александър II приема предложението на черногорския княз Никола I Петрович да изготви съвременен закон за нуждите на Черна гора, регламентиращ вещно-правните отношения в страната. В продължение на 15-ина години работи по изготвянето на закона в Одеса и Париж, и от 1 юли 1888 година модерния закон е в сила за Черна гора.
През 1893 г. приема предложението на княз Никола да заеме поста министър на правосъдието на Черна гора, от който пост има възможност да изследва приложението в практиката на новоприетия кодекс за собствеността, и на база резултатите внася предложение за необходимите промени в законодателството на държавата. В началото на 1898 година въз основа резултатите от изследването на приложението в практиката на закона, са приети поправки в черногорския кодекс за собствеността. Балтазар Богишевич се оттегля от поста министър на правосъдието на Черна гора през 1899 година, след което заминава за Париж, където пребивава за постоянно до края от живота си.

## Изследвания, научни дирения и обществена дейност
Богишич е изследовател на народните вярвания, обичаи и традиции на южните славяни. Тези изследвания освен в чисто правен аспект, той върши и поради естествената си привързаност към етнографията. Богишич е най-големият събирач на бугарщици, които ги издава в сборник, с което си навлича гнева на сърбошовинистите, от които търпи укори, че не обръща достатъчно внимание на местния южнославянски фолклор в Черна гора, Херцеговина и Далмация. Проучва и съхранява препис на италиански на средновековния статут на Будин от Стефан Душан. Проучва Душановия законник.
Богишич е привърженик на сравнителния метод за изучаване и изследване. Контактува и работи с известни учени като Константин Иречек и т.н. Богишич е член на Омладината и поддържа връзка с Любен Каравелов. Като учен, юрист и енциклопедист, благодарение на дълбокия си и проницателен ум, блестяща ерудиция и научна добросъвестност, надскача своето време в родния балкански регион с неговите политически нрави, с което оставя културна диря в цяла Югоизточна Европа.